# Aleksandr Samarski
Aleksandr Samarski (rus: Алекса́ндр Андре́евич Сама́рский)  (Svystuny, 19 de febrer de 1919 - Moscou, 11 de febrer de 2008) va ser un matemàtic soviètic.

## Vida i obra
Samarski va néixer en una granja del raion d'Amvròssiïvka, en una família de pagesos que es va traslladar a Taganrog, localitat natal d'Anton Txékhov, on va acabar amb honors els estudis secundaris a l'institut local el 1936. Aleshores dubtava entre estudiar literatura o física i matemàtiques, finalment, seguint el consell dels seus professors es va decantar per les ciències i va ingressar a la universitat Estatal de Moscou, tot i que va haver de deixar-ho durant un any per obtenir suficients recursos econòmics per continuar els estudis. El 1941, amb la invasió alemanya durant la Segona Guerra Mundial, va anar voluntari al front i no va re-emprendre els seus estudis fins al 1944, després d'haver patit ferides greus i haver fet de professor de secundària al krai de Krasnoiarsk. El 1948, després de defensar la seva tesi doctoral sota la direcció d'Andrei Tíkhonov, es va convertir en professor de la universitat i en investigador de l'Institut Geofísic de Moscú, dirigit pel propi Tíkhonov i que s'havia creat per a estudiar els processos de les explosions nuclears.
El 1953 va ser nomenat cap de departament a l'Institut Kéldix de Matemàtiques Aplicades i a partir de 1983 va ser degà de la Facultat de Matemàtiques Computacionals i Cibernètica de la Universitat Estatal de Moscou. El 1986 va ser el fundador de l'Institut de Modelització Matemàtica.
Samarski va publicar més de quatre-centes obres científiques, entre les quals més de vint monografies, les més conegudes de les quals son Equations of Mathematical Physics (1951) i Теория разностных схем (Teoria dels esquemes de diferències) (1977), que han estat traduïts a molts idiomes i reimpresos en nombroses ocasions. El seu camp de treball sempre ban ser les matemàtiques aplicades, en el qual va desenvolupar potents mètodes computacionals.
Samarski va rebre nombrosos guardons, tan civils com militars.